# Tommaso Salini
Tommaso Salini (* um 1575 in Rom; † 13. September 1625 ebendort) war ein italienischer Maler.

## Leben

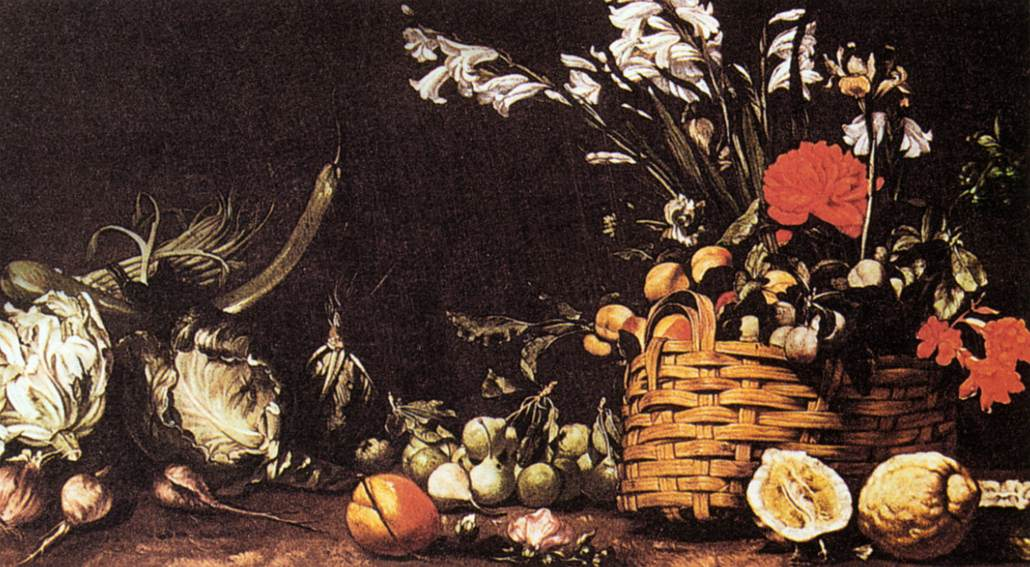
Tommaso Salini, Stillleben mit Obst und Blumen, Pinacoteca del Castello Sforzesco (Mailand)

Salini war ein Maler des Barock, vor allem in Rom tätig und spezialisiert auf Genremalerei und insbesondere auf das Stillleben.
Er ist vor allem dafür bekannt, dass er seinen Freund Giovanni Baglione bei dessen Verleumdungsklage gegen Caravaggio und andere Maler aus dessen Kreis verteidigte. Die Freundschaft zwischen Baglione und Salini begann schon sehr früh. 1595 ging Salini mit Jacopo, Bagliones jüngeren Bruder, nach Ungarn, um gegen die Türken zu kämpfen. Jacopo starb im Krieg, während Salini nach Rom zurückkehrte. Wahrscheinlich sah Baglione in Salini seinen jüngeren verstorbenen Bruder.
Salini war mehrmals verheiratet. Mit Anastasia Mazzoleni hatte er drei Kinder, die jedoch im Säuglingsalter starben. Nach dem Tod von Anastasia Mazzoleni im August 1623 heiratete er Lucia Fellini, die wenige Monate später starb. Seine dritte Gattin war Clarice Bibiena. 
Zwei Gemälde mit sakralen Themen werden ihm zugeschrieben: der Heilige Nikolaus von Tolentino und die Vier gekrönten Heilige. Das Erste befindet sich in Rom in der Kirche Sant’Agostino.
Er hatte großen Einfluss auf die Stilllebenmalerei und war der Lehrmeister von Mario de’ Fiori.
Die schöne Fiasca mit Blumen in der Pinacoteca Civica in Forli könnte ihm zugeschrieben werden. Sein Gemälde Eierverkäufer befindet sich im Minneapolis Institute of Art.
Salini wurde 1605 in die Accademia di San Luca aufgenommen.
Am 13. September 1625 starb Salini in seinem Haus in der Via Paolina und wurde in San Lorenzo in Lucina begraben.